# Massimo Paganin
Massimo Paganin (ur. 19 lipca 1970 w Vicenzy) – włoski piłkarz grający na pozycji środkowego obrońcy.

## Kariera klubowa
Karierę piłkarską Massimo Paganin rozpoczął w piątoligowym Bassano Virtus w 1986. W latach 1987–1989 był zawodnikiem Fiorentiny, ale nie zagrał tam żadnego meczu. Nie mając większych szans na grę w pierwszej drużynie odszedł w 1989 do drugoligowej Reggiany. W 1992 przeszedł do pierwszoligowej Brescii. W Brescii zadebiutował w Serie A 6 września 1992 w zremisowanym 0-0 meczu z SSC Napoli. W 1993 przeszedł do Interu Mediolan, w którym już występował jego starszy brat – Antonio. W barwach nerroazurrich zadebiutował 8 września 1993 w wygranym 2-1 meczu z Cremonese. Ostatni raz w barwach czarno-niebieskich wystąpił 1 czerwca 1997 w zremisowanym 2-2 meczu ligowym z Bologną. Z Interem zdobył Puchar UEFA w 1994 (Paganin wystąpił w finale tylko w meczu rewanżowym z Austrią Salzburg, w którym w 89 min. zastąpił Dennisa Bergkampa).
W 1997 był bliski powtórzenia tego sukcesu, lecz tym razem Inter przegrał finał z FC Schalke 04. Paganin wystąpił w obu meczach finałowych. W Interze rozegrał 151 spotkań (108 w lidze, 24 w europejskich pucharach i 19 w Pucharze Włoch) oraz strzelił dwie bramki (1 w lidze i 1 w Pucharze Włoch). W 1997 został zawodnikiem Bologny. W latach 2000–2002 był zawodnikiem w Atalancie BC. W Atalancie pożegnał się z Serie A, w której w latach 1992–2002 w Serie A Paganin rozegrał 255 spotkań, w których zdobył 3 bramki. W latach 2002–2003 występował w drugoligowej Sampdorii, a 2003–2005 w Vicenzy. Karierę zakończył w greckim Akratitosie w 2006.
| Sezon     | Klub                   | Kraj   | Rozgrywki     | Mecze | Bramki |
| --------- | ---------------------- | ------ | ------------- | ----- | ------ |
| 1986/87   | Bassano Virtus 55 S.T. | Włochy | Serie D       | 2     | 0      |
| 1987/88   | ACF Fiorentina         | Włochy | Serie A       | 0     | 0      |
| 1988/89   | ACF Fiorentina         | Włochy | Serie A       | 0     | 0      |
| 1989/90   | AC Reggiana 1919       | Włochy | Serie B       | 3     | 0      |
| 1990/91   | AC Reggiana 1919       | Włochy | Serie B       | 6     | 0      |
| 1991/92   | AC Reggiana 1919       | Włochy | Serie B       | 36    | 1      |
| 1992/93   | Brescia Calcio         | Włochy | Serie A       | 30    | 1      |
| 1993/94   | Inter Mediolan         | Włochy | Serie A       | 16    | 0      |
| 1994/95   | Inter Mediolan         | Włochy | Serie A       | 28    | 0      |
| 1995/96   | Inter Mediolan         | Włochy | Serie A       | 32    | 1      |
| 1996/97   | Inter Mediolan         | Włochy | Serie A       | 31    | 0      |
| 1997/98   | Bologna FC             | Włochy | Serie A       | 31    | 1      |
| 1998/99   | Bologna FC             | Włochy | Serie A       | 17    | 0      |
| 1999/2000 | Bologna FC             | Włochy | Serie A       | 22    | 0      |
| 2000/01   | Atalanta BC            | Włochy | Serie A       | 25    | 0      |
| 2001/02   | Atalanta BC            | Włochy | Serie A       | 23    | 0      |
| 2002/03   | UC Sampdoria           | Włochy | Serie B       | 6     | 0      |
| 2003/04   | Vicenza Calcio         | Włochy | Serie B       | 38    | 0      |
| 2004/05   | Vicenza Calcio         | Włochy | Serie B       | 42    | 0      |
| 2005/06   | APO Akratitos          | Grecja | Alpha Ethniki | 10    | 0      |